# Walery Kosyl
Walery Kosyl (ur. 17 marca 1944 w Alfeld) – polski hokeista, bramkarz, reprezentant kraju, olimpijczyk.

## Życiorys
Jest łodzianinem, lecz urodził się w Niemczech, gdzie podczas II wojny światowej jego rodziców wywieziono na roboty przymusowe. Rodzice powrócili do Łodzi niedługo po zakończeniu działań wojennych. Zamieszkali na Retkini, przy ul. Pienistej. Stąd było stosunkowo blisko do obiektów Łódzkiego Klubu Sportowego przy al. Unii.
Z Retkini wyprowadził się ok. 1968 na Teofilów, ponieważ jego ojciec, jako pracownik budowanej tam w tym czasie dużej Fabryki Transformatorów i Aparatury Elektrycznej „Elta”, dostał mieszkanie w bloku zakładowym. Obecnie mieszka na Kozinach. Jak powiedział w wywiadzie: „Miałem propozycje wyjazdu nawet z zagranicy. Nie chciałem jednak opuszczać Łodzi. To przecież moje rodzinne miasto, tu miałem bliskich. No i grałem przecież w dobrej drużynie. Z Łodzią związałem się na dobre i na złe. Tu się czuję najlepiej.”.

## Zarys kariery sportowej
Wychowanek Łódzkiego Klubu Sportowego, w którym występował niemal przez całą karierę zawodniczą (1957–1983), z przerwą spowodowaną służbą wojskową. W tym okresie grał w Legii Warszawa (1964–1967). W ciągu 21. sezonów ligowych wystąpił w 559 meczach, strzelając – jako jedyny bramkarz w Polsce – gola z gry.
Uczestnik Zimowych Igrzysk Olimpijskich w Sapporo (1972) i Innsbrucku (1976) oraz siedmiu turniejów o mistrzostwo świata. Zdobywca Złotego Kija redakcji „Sportu” dla najlepszego hokeisty Polski w 1973, grającego w barwach ŁKS.
W latach 1984–1985 i 1987–1988 był pierwszym trenerem hokeistów ŁKS.